# Garnsicken
Das große Garnsicken war ein auf dem Frischen Haff in der ehemaligen deutschen Provinz Ostpreußen bis 1945 genutztes, auf Kiel gebautes, geklinkertes, etwa 8 m langes Fischereifahrzeug. Das Boot hatte einen herzförmigen nach unten spitz zulaufenden Querschnitt und einen vorstehenden Steven.  Kennzeichen des Bootes war seine Takelung  bzw. Besegelung: Das große Garnsicken hatte einen Mast mit einem großen rechteckigen Rahsegel. Die Besatzung bestand meist aus zwei Männern. Gefischt wurde mit zwei Booten im Gespann mit dem großen Garn (Netz) nach Aal und anderen Fischarten im Haff.